# 얀 마든버러
얀 마든버러(영어: Jann Mardenborough, 1991년 9월 9일 ~ )는 잉글랜드의 자동차 경주 선수이다. 2011년, 9만명의 참가자를 제치고 GT 아카데미 대회의 세 번째이자 최연소 우승자가 되었다. 마든버러는 이전에 모터스포츠에 진지하게 참가한 적이 없었고 대부분의 경험이 레이싱 시뮬레이션이었으나, 두바이 24시간 경기에서 닛산의 선수로서 보상을 받았다. 그 후 그는 영국 GT 챔피언십, 포뮬러 3 유럽 챔피언십, GP3 시리즈에 풀타임으로 출전했다. 그는 또한 르망 24시에도 참가하여 2013년 데뷔 당시 LMP2 클래스에서 3위를 차지했다. 그는 2015년 FIA 세계 내구 선수권 대회에서 닛산 모터스포츠 소속으로 출전했지만, 팀은 경쟁력이 매우 낮은 차량으로 인해 한 번의 경주 후에 시리즈에서 탈퇴했다.
그 이후로 그는 일본에서 주로 슈퍼 GT와 슈퍼 포뮬러 챔피언십에 참가했다. 2016년에 그는 레이스에서 우승하여 슈퍼 GT의 GT300 클래스 타이틀 경쟁자였으며 전일본 F3 선수권에서도 준우승했다. 2017년에 그는 최고 GT500 클래스에 올라 2020년 말까지 레이스를 펼치며 단 한 번의 포디움 피니시를 기록했다. 2017년은 그가 슈퍼 포뮬러에서 폴 포지션을 차지한 유일한 시즌이었다.